# Tranvía de Jaén
El Tranvía de Jaén es una línea de tranvía en desuso y que nunca llegó a ponerse en servicio, más allá de las primeras pruebas, que podría dar servicio a la ciudad andaluza de Jaén (España), conectando su eje centro-norte. La línea, con una longitud total de 4,7 km, transcurre íntegramente en superficie y cuenta con 10 estaciones a lo largo de algunas de las principales arterias y puntos de interés de la ciudad como la Universidad de Jaén, las instalaciones hospitalarias, la estación de ferrocarril y el área industrial y empresarial situada a las afueras.
Las obras comenzaron en abril de 2009 y finalizaron dos años después. Comenzó a circular en período de pruebas con pasajeros el 3 de mayo de 2011 y sin embargo se vio obligado a suspender su servicio 17 días después por orden judicial como consecuencia a una demanda de competencia desleal impuesta por la concesionaria de autobuses urbanos de Jaén, debido a que se ofrecía el servicio de forma gratuita durante el periodo de pruebas.
Desde entonces el tranvía se encuentra paralizado indefinidamente, a pesar de encontrarse finalizada su construcción, debido a desacuerdos políticos entre el gobierno municipal y la Junta de Andalucía en torno al coste de su explotación y su forma de gestión. Desde 2016 las administraciones han tratado de negociar un acuerdo para abordar la reactivación del servicio, aunque hasta la fecha aún no se ha determinado bajo qué condiciones se llevaría a cabo. 
En septiembre de 2020, se firmó un convenio que pretendía ser definitivo entre la Junta de Andalucía y el Ayuntamiento de Jaén en el que se acordó la puesta en marcha del tranvía en 2021 al incluirse en los presupuestos una partida para el mismo, pero una vez pasado ese año, el tranvía de Jaén continua en la misma situación y sin fecha concreta para su puesta en marcha.
Tras esta propuesta incumplida, a finales de 2023, se anuncian nuevas actuaciones que concretan un nuevo plazo de otros 2 años y fijan el horizonte de la puesta en servicio en el primer semestre de 2025.

## Historia

### Proyecto
La primera vez que se tuvo constancia del proyecto de llevar un tranvía al centro de Jaén fue en marzo de 2007, cuando la candidata por el PSOE a la alcaldía de la capital, Carmen Peñalver, anunció entre sus propuestas electorales la creación de un ferrocarril urbano que atravesara la ciudad de norte a centro.
Tras las elecciones — en las que Peñalver se alzó con la alcaldía — el Ayuntamiento anunció más detalles del que sería uno de los proyectos más importantes de la legislatura: La construcción del tranvía se realizaría en el marco de un acuerdo entre la Junta de Andalucía y el Ayuntamiento de Jaén con unas condiciones similares a las del Tranvía de Sevilla. El gobierno andaluz se encargaría de sufragar los costes de construcción de la plataforma y las infraestructuras, mientras que el ayuntamiento se encargaría de adquirir las unidades de ferrocarril y sería el responsable de su posterior explotación comercial.
En septiembre de 2007, durante una visita de la consejera de obra pública, se anunció para finales de año la puesta en marcha de la comisión que definiría los estudios técnicos para la posterior licitación. Por aquel entonces se preveía su puesta en funcionamiento para el año 2009. La materialización de este proyecto se enmarcó en un contexto de expansión del ferrocarril urbano en Andalucía. Junto al tranvía de Jaén se desarrollaron otros sistemas ferroviarios similares en otras provincias: el tren tranvía de la Bahía de Cádiz, el metro de Granada, el metro de Sevilla y el metro de Málaga.
El trazado, de 4,7 kilómetros y 10 estaciones, recorrería la ciudad desde el centro hasta la zona industrial situada a las afueras de la capital jienense, cubriendo los principales puntos de interés ciudadano como la Ciudad Universitaria, los centros hospitalarios y la estación de ferrocarril.
De las tres fuerzas representadas en el consistorio, el proyecto contó con el apoyo del PSOE e Izquierda Unida pero encontró un fuerte rechazo por parte de la oposición del Partido Popular desde el primer momento, que realizó una campaña en contra de la implantación del tranvía en la ciudad mediante una recogida de firmas.

### Construcción
El proyecto quedó en fase de estudio hasta diciembre de 2008. Ferrocarriles de la Junta de Andalucía sacó a concurso público las obras de construcción del tranvía, divididas en seis tramos y con un plazo de ejecución estimado de veinte meses. Las obras planteaban además de la construcción del tranvía, la reurbanización del paisaje urbano y las principales avenidas por las que discurriría el tren y la construcción de un aparcamiento disuasorio a las afueras.
Finalmente, en febrero de 2009 se licitaron las obras de construcción a una Unión Temporal de Empresas formada por seis sociedades por 96,54 millones de euros.   El presupuesto abarcaba la obra civil, consistente en la ejecución de la plataforma tranviaria, las paradas y el tendido de la vía y la implantación de los sistemas de electrificación, el edificio de talleres y cocheras, las actuaciones de seguridad y señalización, así como la integración urbanística. Esto la convertía en la mayor obra realizada en la historia de la ciudad.
Las obras comenzaron el 14 de abril de 2009 en una acto ceremonial celebrado a las seis y media de la tarde en el que se colocó la primera piedra del proyecto. Las obras trajeron consigo los cortes de las principales avenidas de la ciudad y la reconfiguración del tráfico y las líneas de autobús urbano, con los consiguientes trastornos para los ciudadanos.
A lo largo del periodo de obras del tranvía se descubrieron abundantes restos arqueológicos de gran valor histórico. En total se hallaron, recuperaron y catalogaron 25.000 piezas en los seis tramos del recorrido. En el primer tramo, situado a la altura de las Hermanitas de los Pobres, se hallaron una almunia islámica (una finca de recreo) construida en dos fases, la califal (siglos X-XI) y la almohade (siglos XII-XIII). En el segundo tramo, situado entre la Plaza de los Perfumes y la rotonda de Jaén por la Paz, se encontraron fragmentos de la Edad del Cobre en forma de cabañas, surcos y hoyos de poste, además de una estructura hidráulica romana y restos de la antigua estación de ferrocarril. Junto a la zona cercana se al aparcamiento disuasorio se descubrió una estructura hidráulica romana.
Paralelamente, en febrero de 2010 el Ayuntamiento de Jaén procedió a la compra de las unidades ferroviarias que darían servicio al tranvía. Se encargaron cinco unidades del modelo Citadis 302 al fabricante Alstom por 26 millones de euros. La Junta de Andalucía accedió a financiar la compra del material móvil para cederlo al Ayuntamiento de Jaén, que pagaría su coste en cuotas mensuales. El consistorio planteó que cada una de las unidades, con carrocería en verde oliva y lila, tuviera una decoración distinta con motivos emblemáticos de la ciudad, para lo que convocó un concurso de ideas entre los alumnos de las escuelas e institutos públicos que después serían corregidas y ejecutadas por un equipo de diseñadores profesional.

### Inauguración fallida y paralización

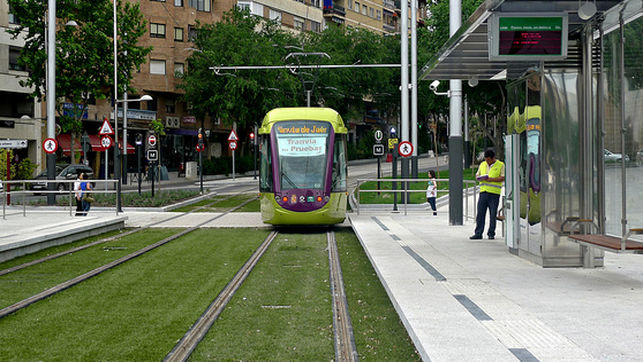
Tranvía de Jaén circulando en pruebas en mayo de 2011.

Las obras del tranvía de Jaén finalizaron en diciembre de 2010. Para la conmemoración del hito se convocó una jornada de puertas abiertas en el edificio de talleres y cocheras de Vaciacostales, donde se mostró y dejó acceder a los ciudadanos por primera vez a una de las unidades del tranvía, la primera de las cinco encargadas que ya había llegado a la ciudad.
Dos meses más tarde el ayuntamiento anunciaba el comienzo las pruebas en blanco del tranvía, en las que se simula la explotación comercial sin pasajeros. La mañana del 10 de febrero de 2011 una unidad del tranvía salía por primera vez del edificio de Vaciacostales y recorría las calles de Jaén. Las pruebas en blanco tendrían una duración prevista de cuatro meses, en los que se probarían paulatinamente todas las unidades conforme fuesen llegando al edificio de cocheras.
Finalmente, el 3 de mayo de 2011 se producía el primer viaje del tranvía de Jaén con pasajeros. El Ayuntamiento informó que al encontrarse aún el tranvía en pruebas, durante los cinco primeros meses el servicio sería gratuito. El primer día se contabilizaron 4.800 pasajeros y el segundo 8.366.
El entonces líder de la oposición y candidato por el Partido Popular, José Enrique Fernández de Moya, intensificó las críticas que desde el principio había planteado al proyecto. El PP presentó un recurso para que se paralizase el periodo de pruebas del tranvía, con el pretexto de que se producían en plena precampaña de las elecciones municipales; sin embargo el recurso fue rechazado por la Junta Electoral al no apreciarse que la coincidencia de ambos hechos pudiese interferir en los comicios.
El 9 de mayo la empresa concesionaria de los autobuses urbanos de la ciudad — Autobuses Castillo — presentó una demanda en los juzgados al tranvía de Jaén por competencia desleal, argumentando una desigualdad de condiciones entre ambos servicios al ser gratuito el servicio del tranvía. El juez dio la razón a la concesionaria y ordenó la «suspensión de la gratuidad del servicio público». Los sistemas informáticos y logísticos de la venta de billetes aún no estaban preparados para cobrar a los pasajeros, por lo que el Ayuntamiento de Jaén anunció que se veía obligado a suspender la circulación del tranvía hasta que el sistema estuviese finalizado. El 20 de mayo de 2011 fue el último día de servicio del tranvía de Jaén, tan solo 17 días después de su inauguración.
Sin embargo, el tranvía nunca se volvió a poner en funcionamiento. En junio de 2011 se celebraron elecciones municipales en las que se alzó con la victoria José Enrique Fernández de Moya, que anunció que no iba a volver a poner en marcha el tranvía debido al elevado coste que suponía para las arcas municipales y que por tanto suspendía la inauguración que había pactado el gobierno anterior definitivamente. En su primer pleno, el nuevo alcalde aprobó una petición formal a la Junta para que el gobierno andaluz se hiciese cargo del total o la mayor parte del coste del servicio.

### Intentos de reactivación

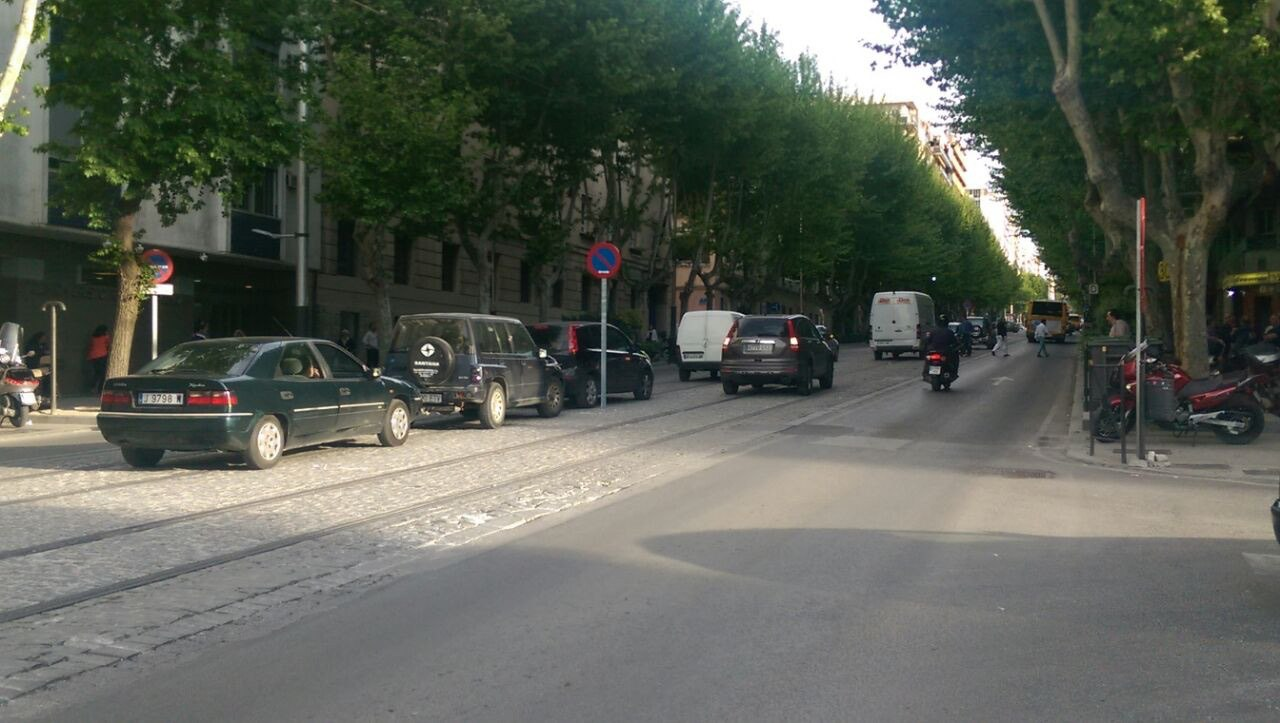
Vehículos aparcados invadiendo la plataforma tranviaria en 2015; consecuencia del abandono de la infraestructura.

El nuevo gobierno municipal, a pesar de evidenciar públicamente en repetidas ocasiones su nula afinidad por el tranvía, se comprometió a buscar salidas al proyecto para no desaprovechar la infraestructura ya construida. En octubre de 2011 entra en conversaciones con el fabricante de los trenes (Alstom), la empresa de ingeniería ferroviaria Gea 21 y Autobuses Castillo, que se muestran interesadas en explorar una concesión conjunta del tranvía. La negociación finalmente no fructificó al no ser suficientemente interesante para las compañías la propuesta económica del ayuntamiento.
En febrero de 2012 Ferrocarriles de la Generalidad de Cataluña se pone en contacto con el Ayuntamiento de Jaén para negociar la explotación del servicio durante al menos un año. Los vagones volvieron a circular en pruebas en el mes de junio para comprobar que seguían funcionando, aunque el operador catalán finalmente acabó rechazando el proyecto tras realizar una auditoría sobre el estado del servicio.
En los años siguientes el tranvía quedó totalmente paralizado en un cruce público de acusaciones entre el gobierno del Ayuntamiento de Jaén y el de la Junta de Andalucía: El ayuntamiento exigía que la Junta de Andalucía se encargase del coste de mantenimiento y explotación del proyecto mientras que el gobierno andaluz se mantenía en el acuerdo firmado en la legislatura anterior. El Ayuntamiento incluso llegó a recurrir al Defensor del Pueblo Andaluz para que confirmase que efectivamente el coste de 5 millones de euros anuales era inasumible para el municipio.
La ruptura definitiva de las negociaciones se escenifica el 26 de julio de 2013, cuando el alcalde de Jaén viaja a Sevilla para «devolver las llaves del tranvía a la Junta», afirmando que el Ayuntamiento se desentendía por completo de la infraestructura.
Con el paso de los años, la infraestructura del tranvía, totalmente abandonada, se ha deteriorado notablemente debido al vandalismo y a la falta de mantenimiento. Los daños son visibles en la mayoría elementos arquitectónicos de las paradas, las máquinas de venta, el césped artificial, la catenaria y los adoquines de las vías, en parte debido a que la plataforma es usada habitualmente como aparcamiento de vehículos. En 2014, el mal estado de los adoquines provocó un accidente a un motorista, por lo que el gobierno municipal tuvo que abonarle los daños.
Tras las elecciones generales de 2015, Fernández de Moya obtiene un escaño en el Congreso de los Diputados, por lo que el que hasta entonces era concejal de urbanismo, Javier Márquez Sánchez, asciende a la alcaldía. El nuevo alcalde se muestra proclive desde su investidura a retomar las negociaciones con el gobierno de la Junta de Andalucía para recuperar el tranvía.
En 2016 se producen varias reuniones entre el alcalde de Jaén y la presidenta de la Junta de Andalucía para pactar un nuevo modelo de explotación. En 2017 la Junta se compromete a negociar un nuevo modelo de explotación conjunta del tranvía entre ambas administraciones, para lo que solicita realizar una auditoría técnica que cifre, dado el mal estado de las infraestructuras tras años de abandono, el coste que tendría la reparación de la plataforma para su puesta en marcha de nuevo.
En enero de 2018, las administraciones comienzan a atisbar un principio de acuerdo en las negociaciones para la reactivación del tranvía: La Junta realiza una propuesta por la que el gobierno andaluz se compromete a sufragar el 60% del coste de la infraestructura.
El 10 de mayo de 2018 la Junta de Andalucía y el ayuntamiento firmaron un acuerdo definitivo para la reactivación del tranvía de Jaén tras siete años desde su inauguración fallida: el gobierno andaluz se encargaría de sufragar el 75% de los 1,5 millones de euros en los que se estiman los costes de explotación anuales, mientras que el consistorio asumiría el 25% restante. El 12 de junio el pleno del ayuntamiento corroboró este plan declarando de interés metropolitano los servicios del tranvía, requisito necesario para que la administración autonómica se hiciese cargo de su gestión. En septiembre de 2019 se produjo la primera reunión técnica entre administración autonómica y Ayuntamiento de Jaén donde ser acordó verificar y actualizar las cantidades pendientes de pago.
En marzo de 2023 la Junta licitó los contratos para la revisión y puesta a punto de la infraestructura, la cual se encontraba muy deteriorada tras más de una década de abandono. Una inversión total de 6,2 millones de euros que fueron financiados al 74 % con fondos Next Generation EU de la Unión Europea.
Durante el año 2024 se llevaron a cabo las actuaciones de revisión y actualización del tranvía, con especial énfasis en las catenarias.
Tras 13 años desde la última circulación del tranvía, en la noche del 27 al 28 de noviembre de 2024 comenzó a circular de nuevo uno de los tranvías, con una nueva decoración similar a la decoración de los trenes del Metropolitano de Granada.. El 5 de diciembre, se confirmó que la Junta de Andalucía renovaría 21 kilómetros de cableado eléctrico de la red con un presupuesto de 350.000 euros.
El 4 de febrero de 2025 se celebró la mesa para la preexplotación del tranvía, que dio paso a la evaluación de las ofertas económicas y técnicas presentadas por las dos empresas temporales: Tekia-Cemosa e Ingerop-Ardanuy Ingeniería en diciembre, siendo adjudicada a esta última el 21 de marzo. Esta fase implica la contratación y formación del personal del tranvía así como la realización de pruebas de manera asidua.
La Junta aún mantiene su objetivo de inaugurar el tranvía de Jaén durante 2025.

## Infraestructuras y aspectos técnicos
El tranvía de Jaén discurre íntegramente en superficie en el término municipal de Jaén. Su trazado es mayoritariamente urbano y se encuentra segregado en una plataforma independiente del resto del tráfico rodado, ornamentada en adoquines o césped artificial. Los puntos en los que el trazado intersecciona con el resto de vehículos o peatones se resuelven mediante regulación semafórica con prioridad para el ferrocarril. La plataforma tranviaria, con una longitud de 4,7 km está implementada íntegramente en doble vía de ancho internacional (1435 mm).
La construcción de las infraestructuras necesarias para la puesta en marcha del tranvía trajo consigo la reurbanización de múltiples zonas de la ciudad. En la mayoría de casos, esto se tradujo en la ampliación de aceras y la remodelación de la calzada y espacios peatonales por los que discurre el trazado. En las inmediaciones de la Parada de Vaciacostales se construyó un aparcamiento disuasorio con el objetivo de fomentar el uso de este medio.

### Material rodante

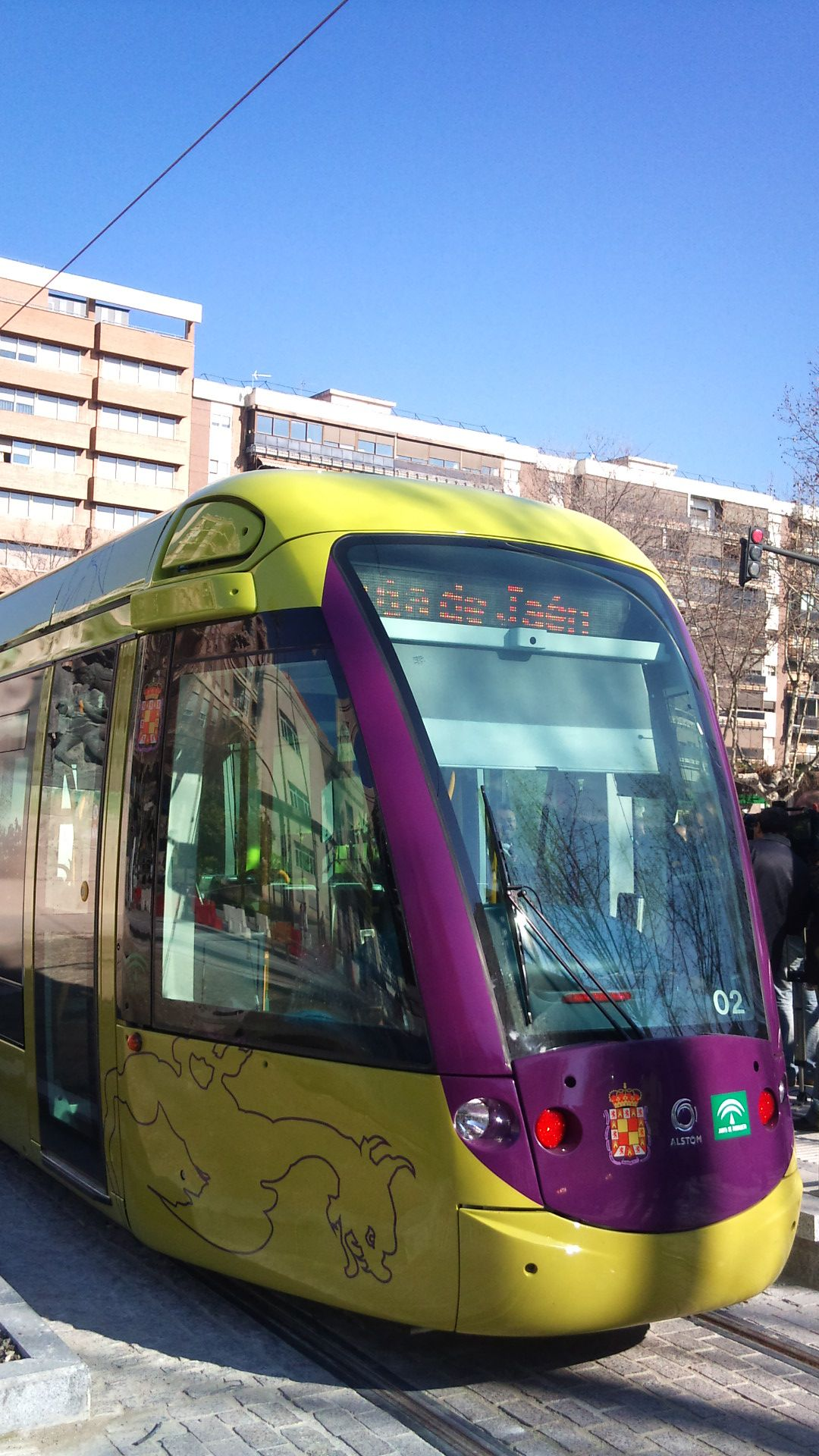
Vista frontal de una unidad Citadis del tranvía de Jaén.

El Tranvía de Jaén cuenta con cinco tranvías del modelo Citadis TGA 302 de Alstom. Cada ferrocarril tiene una longitud de 32 metros, un ancho de 2,4 metros y una altura de 3,2 metros. Presenta piso bajo integral, lo que garantiza total accesibilidad, además, tiene sistemas para la sujeción de bicicletas en cada módulo. La capacidad total es de 182 pasajeros.
El Ayuntamiento de Jaén licitó la fabricación de las unidades en febrero de 2010 por un total de 26 millones de euros, tras un concurso público al que se presentaron los fabricantes CAF y Alstom y que finalmente fue resuelto en favor de esta última. La Junta de Andalucía financió al ayuntamiento la compra de las unidades, pagando su importe íntegro y posteriormente cobrándolo al gobierno municipal en cuotas mensuales.
Los ferrocarriles poseen una carrocería en color verde oliva y lila, decorados con diversos motivos y elementos emblemáticos de la ciudad. En relación con estos, el Ayuntamiento de Jaén convocó un concurso de ideas para su diseño. El concurso fue dividido en tres categorías: Alumnos de Educación Primaria y Secundaria, alumnos de Bachillerato y Formación Profesional y usuarios de los centros de Día de Mayores de la capital.

### Estaciones
El tranvía de Jaén cuenta con 10 estaciones en superficie dispuestas en forma de doble marquesina, con sendos andenes por cada sentido. Todas las estaciones se encuentran elevadas, por lo que no existe desnivel para acceder a los ferrocarriles, haciendo que todas ellas sean accesibles a personas con movilidad reducida. Todas las estaciones cuentan con sistema de videovigilancia, paneles electrónicos informativos y máquinas de venta automática de títulos de transporte.

### Talleres y cocheras
La instalación de talleres y cocheras se encuentra en el extremo final de la línea, junto a la estación de Vaciacostales, al norte de la ciudad. El edificio posee una superficie de 6.970 metros cuadrados. Alberga las unidades de almacenamiento y talleres de los trenes del tranvía, la estación de servicio para el mantenimiento y la nave del tren de lavado y es el puesto de control central desde el que se gestiona y supervisa la explotación en tiempo real del ferrocarril.
Está diferenciado en tres partes: Un Taller, compuesto de una vía de pintura y torneado de ruedas, eleva bogies y lava bogies, dos vías de mantenimiento, vía de lavado profundo y vías de estacionamiento; Almacenes y cuartos de instalaciones, que se dividen en el almacén de instalaciones fijas y el de material móvil y una Zona de vestuarios, control y administración: se organiza en torno a una patio con una galería en forma de U que distribuye a los diferentes locales, comedor y vestuario.
Esta sala actúa como centro estratégico del tranvía, cuenta con ocho monitores de gran formato y un puesto de supervisión de la parte de billetaje e impresoras y control de accesos, desde ella se supervisa y controla la explotación y servicio del tren ligero en tiempo real. Además, también permite la visualización de las imágenes del circuito cerrado de videovigilancia, la comunicación con los conductores, la supervisión de los sistemas de electrificación y de señalización del tráfico.

## Trazado
La línea 1 del Tranvía de Jaén parte del centro de la ciudad y discurre íntegramente en superficie. Su objetivo principal es conectar el norte y sur de la ciudad y dar servicio a los puntos de mayor interés ciudadano. Así, el tranvía cubre el centro histórico, la estación de ferrocarril, la futura Ciudad de la Justicia, el Campus de Lagunillas de la Universidad de Jaén, la Ciudad Sanitaria y el polígono Industrial "Los Olivares".
El recorrido es de 4,7km los cuales discurren prácticamente en línea recta. La línea comienza en pleno centro de la ciudad, en el Paseo de la Estación. Realiza su segunda parada en la Plaza de las Batallas, junto al Monumento a las Batallas de Jaén y cerca de las sedes de la Subdelegación del Gobierno y la Delegación del Gobierno Andaluz. Continúa dirección norte hasta la siguiente parada junto al Museo Provincial y el Museo Internacional de Arte Ibero. A continuación, realiza parada en la Plaza Jaén por la Paz, junto a la entrada de la Estación de Jaén. Desde aquí se dirige al este hasta la estación Donantes de Sangre y nuevamente al norte a la parada junto a la Ciudad de la Justicia, el recorrido continúa por la Carretera de Madrid, que se ha convertido en un gran bulevar, realizando paradas en la Universidad, la Ciudad Sanitaria y en el Polígono Industrial Los Olivares, para terminar en Vaciacostales, donde existe un aparcamiento disuasorio para todos aquellos vehículos que llegan a la ciudad por el norte.
| Paseo de la Estación - Vaciacostales |
| Paseo de la Estación · Las Batallas · Los Perfumes · Estación de Jaén · Donantes de Sangre · Ciudad de la Justicia · Campus Las Lagunillas · Ciudad Sanitaria · Los Olivares · Vaciacostales |

### Futuras ampliaciones
Tras la construcción de la primera línea se anunció la posibilidad de construir otras líneas que llegarían a distintos barrios de la ciudad y que unirían la capital con su área metropolitana. Una posible transcurriría por la avenida de Andalucía y la carretera de Córdoba desde donde abandonaría la capital para llegar a Torredelcampo, Jamilena, Torredonjimeno, Martos, Mancha Real, Las Infantas y Mengíbar.